# فريدريك فروست
فريدريك فروست (بالإنجليزية: Frederick Frost)‏ هو سياسي نيوزلندي، ولد في 1887 في نورثمبرلاند في المملكة المتحدة، وتوفي في 1957 في نيوزيلندا. حزبياً، نشط في حزب العمال النيوزيلندي. وقد انتخب عضو مجلس النواب النيوزيلندي.